# Foudia flavicans
Foudia flavicans е вид птица от семейство Ploceidae. Видът е почти застрашен от изчезване.

## Разпространение
Видът е разпространен в Мавриций.